# Edifício da Praça Kudrinskaya
O Edifício da Praça Kundrinskaya visto da Imperia Tower
O Edifício da Praça Kudrinskaya (em russo: Жилой дом на Кудринской площади) é um dos sete arranha-céus stalinistas, e foi projetado por Mikhail Posokhin e Ashot Mndoyants.

## Estrutura

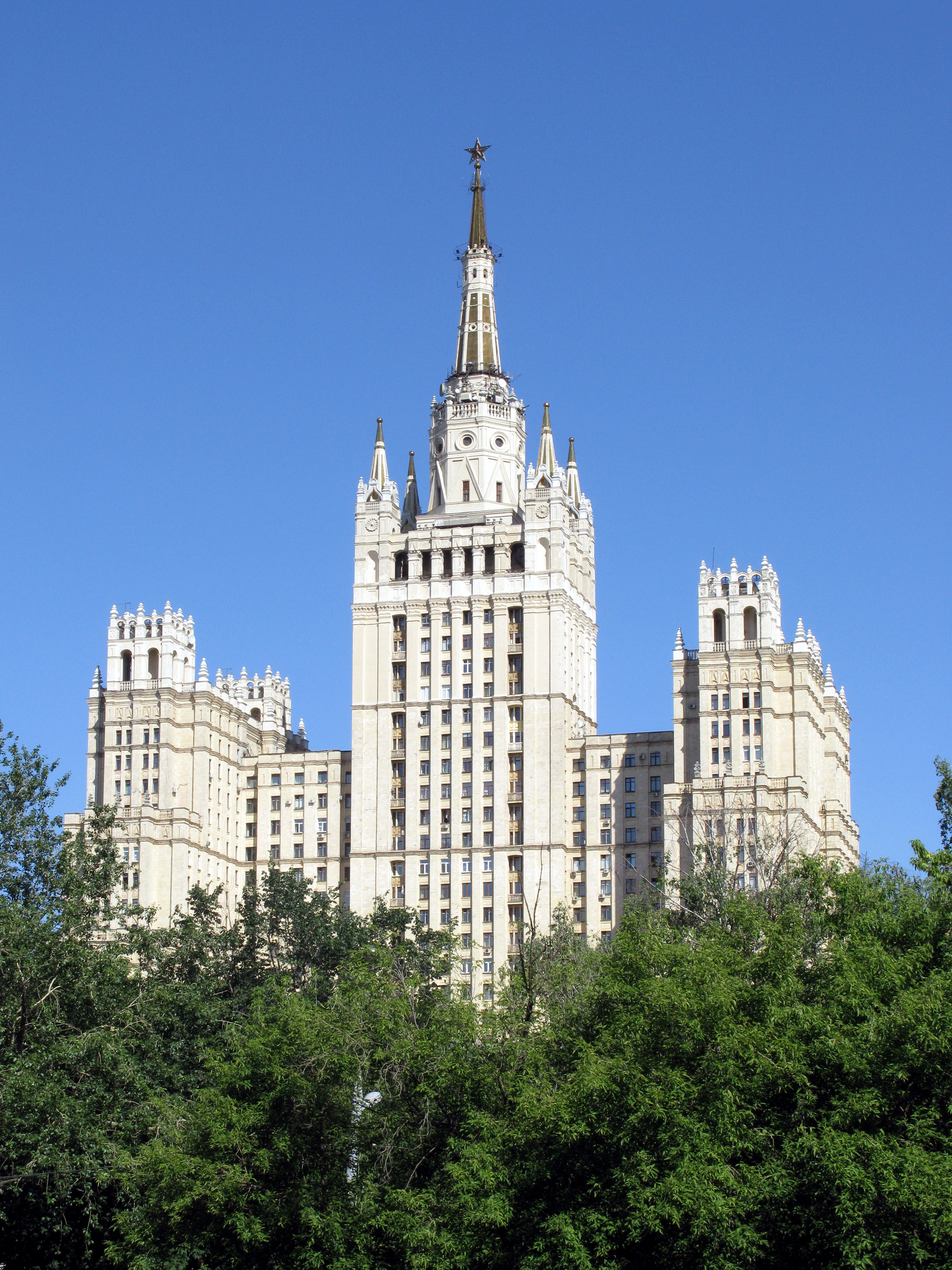
A torre do Edifício da Praça Kudrinskaya.

O arranha-céu tem 22 andares em sua parte central e sua altura é de 160 metros. É coberto por uma torre de 30 metros que termina com uma estrela de cinco pontas. As torres laterais são mais baixas do que as centrais.

## História
O arranha-céu começou a ser construído em 1950 e terminou em 1954. Foi a última das Sete Irmãs a ser concluída.
Seus apartamentos foram originalmente destinados à elite política da antiga União Soviética. Atualmente é um edifício residencial.